# カルメットファーム
カルメットファーム (Calumet Farm) とは、アメリカ合衆国のケンタッキー州レキシントンにある競走馬の生産・種牡馬繋養牧場、および馬主である。1924年に開設され、1991年の倒産までに、サイテーションをはじめとする数々の名競走馬を送り出した。

## 概要
ケンタッキー州レキシントンの中心部に位置する牧場で、往時に比べて規模が縮小しているものの現在でも800エーカーの敷地面積を有している。210馬房を抱える厩舎19棟を持ち、また6ハロン（約1207メートル）のダートトラック、5ハロン（約1006メートル）の芝トラック、6頭立て用のスターティングゲートを備えており、育成牧場としての側面も持つ。
厩舎は縁が赤く塗装されているのが特徴的で、同じく赤く塗装された正門、および牧場を囲う白く塗られた柵との紅白のコントラストは牧場の代名詞ともいえる風景であった。
馬主としての勝負服は青い帽子、赤無地の胴、袖は赤地に青輪2本のものが使われている。

## 歴史

### 創業
カルメットファームは、1924年にカルメット・ベーキングパウダー社の創業者であったウィリアム・モンロー・ライト (William Monroe Wright) によって創設された牧場である。創設当初はイリノイ州リバティヴィルにあり、のちにレキシントンへと移設された。開設当初の牧場の規模は407エーカーであった。
ライトはもともとベーキングパウダーのセールスマンであったが、1889年に独立して「カルメット・ベーキングパウダー社」を創業した。牧場名の由来ともなったこの社名は、インディアンの使うパイプの一種カルメットにちなんでおり、製品の缶にはインディアンの酋長の絵が描かれていた。
1929年、ライトは同社をゼネラルフーズに4000万ドルで売却し、以後カルメット・ベーキングパウダーは同社のブランドとして販売されていった。のちに同社も1985年にフィリップモリスに買収され、1988年以降は当時傘下企業であったクラフトフーヅより販売されている。
当初は当時平地競走よりも人気のあった繋駕速歩競走用スタンダードブレッドを生産する牧場で、ライトはハンブルトニアンの制覇を目標に掲げていた。のちの1931年に牧場生産馬のカルメットバトラーがハンブルトニアンに優勝したものの、ライトはそれを見ることなく同年に没していた。

### 栄光の時代
1931年にライトが80歳で没すると、その息子であるウォーレン・ライト・シニアがその運営を引き継いだ。ウォーレンはまず生産品種をサラブレッドへと転換し、のちのカルメットファームの基礎となる体制を形作った。のちの1940年には牧場の規模を1000エーカーに拡張している。
サラブレッド競走での初のステークス勝ちは、1933年に購入した2歳馬Hadagalによるシャンペンステークスであった。牧場に初の生産馬によるステークス競走勝ちをもたらした馬は、1932年生のネリーフラッグという馬であった。ウォーレンは友人であるジョン・D・ヘルツの勧めにより、プリークネスステークス優勝馬である牝馬ネリーモスを購入、これにアメリカンフラッグの種を付けた。この配合によって生まれた牝馬がネリーフラッグで、メイトロンステークスなどに勝ったほか、1934年のアメリカ最優秀2歳牝馬の称号を手にしている。
このウォーレンの代で導入された種牡馬に、牧場の基礎種牡馬となったイギリス産のブレニム、そしてカルメットファームの勝負服でブルーグラスステークスを優勝したブルリーがいた。ともに1936年に購入された馬である。
1950年にウォーレンが死去すると、その遺産を妻であったルシール・パーカー・ライトが引き継いだ。このウォーレンとルシールの時代にカルメットファームは栄華を極め、ブレニムからはワーラウェイ、またブルリーからはサイテーションと2頭のアメリカ三冠馬を出し、さらにニューヨーク牝馬三冠馬デヴォナデール、ティムタムやフォワードパスといったケンタッキーダービー優勝馬などを毎年のように輩出した。2009年現在までに、アメリカ競馬名誉の殿堂博物館に殿堂選定されたカルメットファームの競走馬は11頭にのぼる。
カルメットファームと非常に深い繋がりのある調教師に、ベン・ジョーンズの名が挙がる。1940年に初めてベンの厩舎にカルメットファームの馬が預けられ、以後ワーラウェイやトワイライトティアーなどの名馬が競走馬となっていった。1948年にはカルメットファームのゼネラルマネージャーに就任し、以後調教師業は息子のホレース・ジョーンズに受け継がれ、その後もカルメットファームの競走馬を調教している。

### 没落と再生
1982年にルシールは死没した。本来の相続権はウォーレンの息子であるウォーレン・ライト・ジュニア（1920年生）にあったが、当人はルシールより早い1978年に死亡していた。このため、ウォーレン・ライト・ジュニアの娘ルシール・シンディ・ライトの配偶者で、義理の息子にあたるジョン・トーマス・ランディにその運営が引き継がれた。
ランディの運営のもと、1990年にカルメットファームはエクリプス賞最優秀生産者を受賞した。しかしその年の11月、牧場の主力種牡馬であったアリダーが不審な事故により死亡し、その保険金3600万ドルが牧場に振り込まれると、当時すでに運営が傾きつつあったカルメットファーム側の主導による保険金目当ての殺害が疑われた。決定的な証拠こそなかったが、この件により牧場の信用は激しく急落した。
その翌年、カルメットファームは債務不履行により、破産申請手続きを行った。のちの2000年にランディ、および牧場の顧問弁護士で財務担当であったゲイリー・マシューは詐欺と贈収賄の容疑で立件され、懲役刑が科せられた。
カルメットファームそのものは1992年、ケネロットステーブルを運営するポーランド系カナダ人であるヘンリク・デ・クフャトコフスキによって約1700万ドルで落札され、分割や解散そのものは防がれた。2003年にヘンリクが没したあとも同一族に保持され、Arianne de Kwiatkowskiによって所有・管理されていた。
2012年5月3日、Arianne de Kwiatkowskiは所有していたカルメットファームの権利を売却したと発表。売却先は実業家のブラッド・ケリーが所有するハリケーンホールファームおよびブルーグラスホールファーム。また、売却元の顧問弁護士はカルメットファームと2つの組織が統合され、所有馬約280頭は新たな牧場に移動することになるとしている。

## 主な生産馬・所有馬
以下、特記がない限り「年度代表馬」などはアメリカ合衆国の年度代表馬表彰を意味する。

### アメリカ殿堂馬
現在までに11頭が殿堂入りを果たしている。
- ワーラウェイ Whirlaway - 1938年生、牡馬。1941年アメリカ三冠。アメリカ殿堂馬。
- アームド Armed - 1941年生、せん馬。1946年年度代表馬。アメリカ殿堂馬。
- トワイライトティアー Twilight Tear - 1941年生、牝馬。1944年年度代表馬。アメリカ殿堂馬。
- サイテーション Citation - 1945年生、牡馬。1948年アメリカ三冠。アメリカ殿堂馬。
- コールタウン Coaltown - 1945年生、牡馬。1949年年度代表馬。アメリカ殿堂馬。
- ビウィッチ Bewitch - 1945年生、牝馬。1947年最優秀2歳牝馬。アメリカ殿堂馬。
- トゥーリー Two Lea - 1946年生、牝馬。1949年最優秀3歳牝馬。アメリカ殿堂馬。
- リアルディライト Real Delight - 1949年生、牝馬。1952年最優秀3歳牝馬。アメリカ殿堂馬。
- ティムタム Tim Tam - 1955年生、牡馬。1958年アメリカ二冠馬。アメリカ殿堂馬。
- デヴォナデール Davona Dale - 1976年生、牝馬。アメリカ殿堂馬。
- アリダー Alydar - 1977年生、牡馬。全クラシック三冠で2着など。アメリカ殿堂馬。

### クラシック競走優勝馬
プリークネスステークス優勝馬は8頭にのぼり、現在まで同競走の最多勝利記録となっている。
- Faultless - 1944年生、牡馬。プリークネスステークスなど。
- ポンダー Ponder - 1946年生、牡馬。ケンタッキーダービーなど。
- Hill Gail - 1949年生、牡馬。ケンタッキーダービーなど。
- Fabius - 1953年生、牡馬。プリークネスステークスなど。
- アイアンリージ Iron Liege - 1954年生、牡馬。ケンタッキーダービーなど。
- フォワードパス Forward Pass - 1965年生、牡馬。1968年アメリカ二冠。
- Our Mims - 1974年生、牝馬。コーチングクラブアメリカンオークスなど。
- オクスボウ Oxbow - 2010年生、牡馬。プリークネスステークス。
- リッチストライク Rich Strike - 2019年生、牡馬。ケンタッキーダービー。

### その他
- ブルリー Bull Lea - 1935年生、牡馬。種牡馬として活躍。
- Nellie Flag - 1932年生、牝馬。1934年最優秀2歳牝馬。
- Mar-Kell - 1939年生、牝馬。1943年最優秀古牝馬。

## 主な繋養馬

### 種牡馬
- Oxbow[3]
- Real Solution
- Keen Ice
- Hightail
- Ransom the Moon
- Channel Cat
- True Timber
- Bravazo
- Producer
- Lexitonian

## 過去の主な繋養馬

### 種牡馬
- Alydar
- Bull Lea
- Nicholas
- Ponder
- Sagace
- Ice Box
- Lentenor
- English Channel[3]
- Red Rocks[3]
- Musketier[3]
- Point Given [3]
- Snapy Halo[3]
- Ready’s Image[3]
- Americain
- Eye of the Leopard
- Grey Swallow
- Smarty Jones
- Big Blue Kitten
- Hence
- Mr.z
- Raison d’Etat[3]
- Bal a Bali
- Aikenite
- Vertiformer

### 繁殖牝馬
- Real Delight